# Bolshevism on Trial
Bolshevism on Trial er en amerikansk stumfilm fra 1919 af Harley Knoles.

## Medvirkende
| Skuespiller         | Rolle           |
| ------------------- | --------------- |
| Robert Frazer       | Norman Worth    |
| Leslie Stowe        | Herman Wolff    |
| Howard Truesdale    | Worth           |
| Jim Savage          | Tom Mooney      |
| Pinna Nesbit        | Barbara Bozenta |
| Ethel Wright        | Catherine Wolff |
| Valda Valkyrien     | Elena Worth     |
| May Hopkins         | Blanche         |
| Chief Standing Bear | Saka            |
| J.G. Davis          | Jim             |